# Niklas Kahl

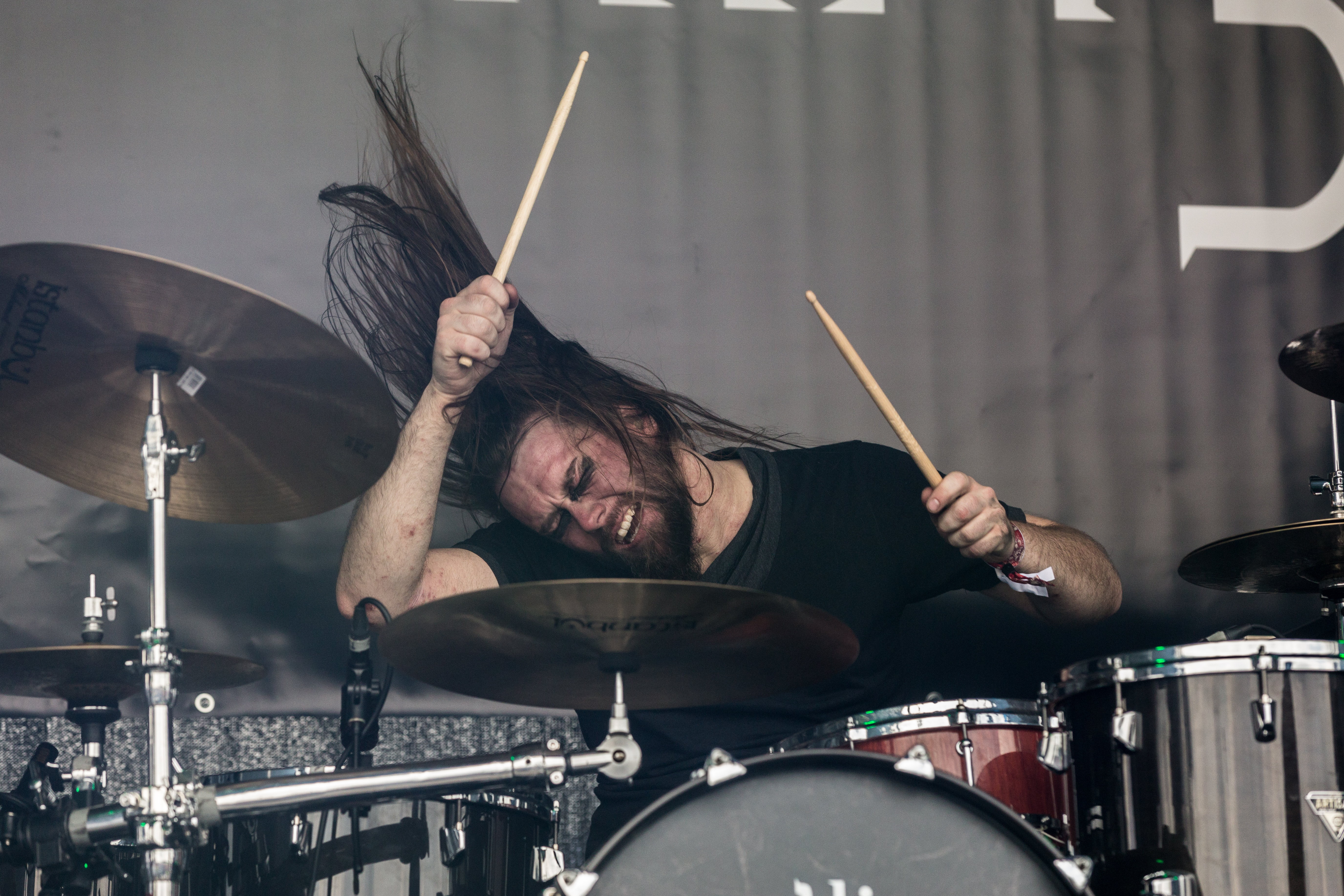
Niklas Kahl beim Auftritt mit der Band Erdling 2017 auf dem Summer Breeze Open Air.

Niklas „Nik“ Kahl (* 14. Mai 1988 in Osterode am Harz) ist ein deutscher Rock- und Metal-Schlagzeuger.

## Musikalische Karriere
Kahl startete als Sohn einer Musikerfamilie seine musikalische Karriere im Alter von fünf Jahren. Nach langjähriger Aktivität in verschiedenen Akkordeonorchester-Formationen seines Vaters begann er mit vierzehn Jahren, sich in Richtung Pop/Rock/Metal zu orientieren. Mit 19 Jahren spielte er seine erste, 14 Konzerte umfassende Europatour; darauf folgten weitere Konzerte, Festivals und Tourneen mit unterschiedlichen Künstlern, überwiegend mit Vorgruppen für Bands wie Unheilig oder Scorpions, aber auch als Aushilfsschlagzeuger, z. B. bei der deutschen Band Oomph!.
Von 2011 bis 2015 war Kahl Live- und Studio-Schlagzeuger für die deutsche Gothic-/NDH-Band Stahlmann, mit denen er regelmäßig internationale Headliner-Touren und Festivals spielte, sowie für die internationale Progressive-Rock-Band Flaming Row. 2014 gründete er mit Neill Freiwald die Band Erdling, mit der er zwei Alben veröffentlichte, die es in die deutschen Albumcharts schafften.

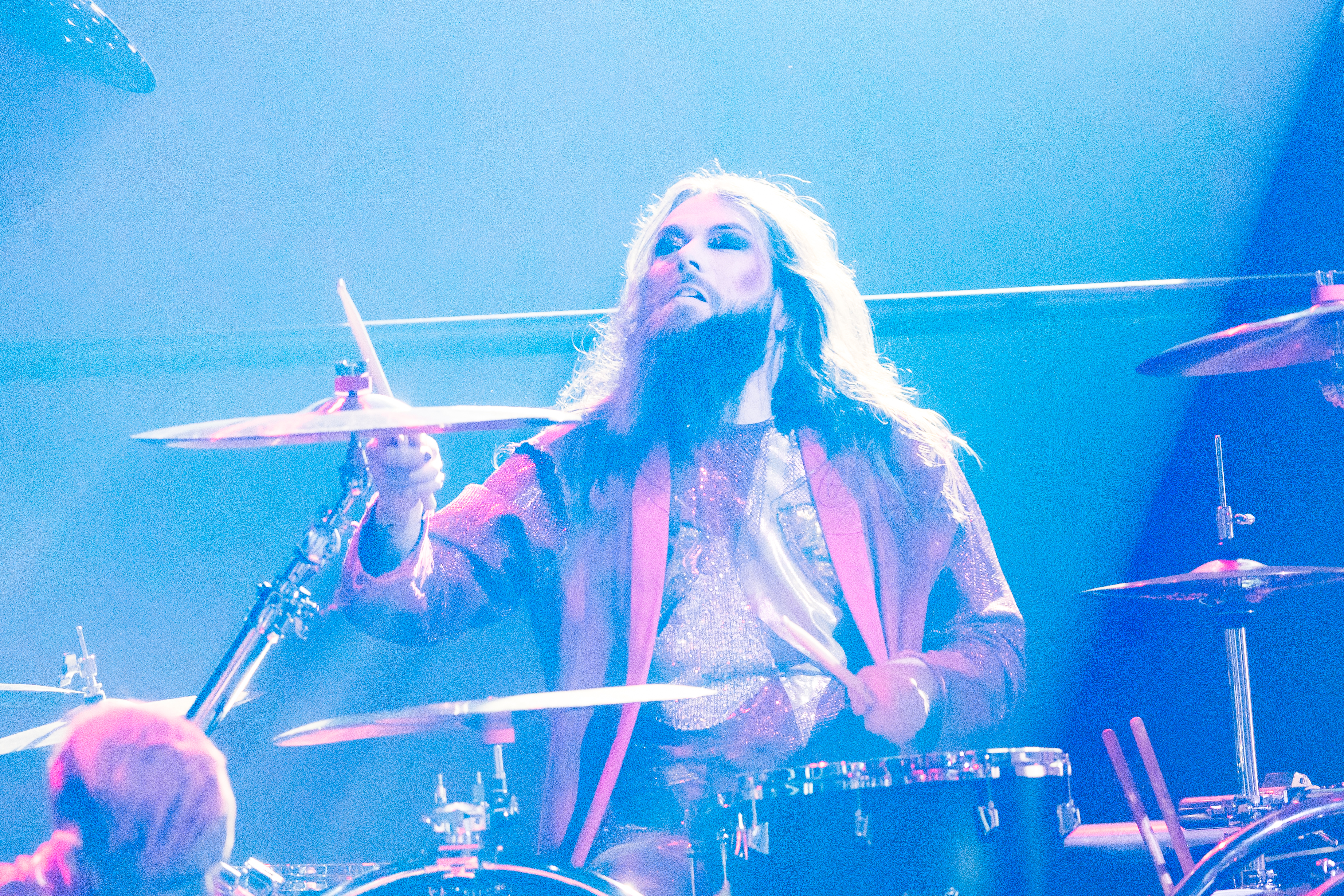
Niklas Kahl beim deutschen Vorentscheid Unser Lied für Liverpool für die Teilnahme am Eurovision Song Contest 2023

Seit Juli 2017 spielte Kahl als Aushilfe bei der Dark-Rock-Band Lord of the Lost. Im Dezember 2017 verließ er Erdling und stieg fest als neuer Schlagzeuger bei Lord of the Lost ein.
Immer wieder ist Kahl auch als Studio-Schlagzeuger für verschiedene Bands tätig, darunter Künstler wie Ferris MC oder Joachim Witt.
Am 3. März 2023 qualifizierte er sich, als Mitglied von Lord of the Lost, mit dem Titel Blood & Glitter beim deutschen Vorentscheid Unser Lied für Liverpool für die Teilnahme am Eurovision Song Contest 2023 in Liverpool. Dort erreichte man im Mai 2023 mit 18 Punkten den letzten Platz.

## Auszeichnungen
- 2004: Deutscher Meister in der Kategorie Keyboard plus des Tasto Solo-Wettbewerbs, der vom Europäischen Keyboard- und Orgellehrerverband (EKOL) veranstaltet wird.
- 2023: Nummer 1 Award der Offiziellen Deutschen Charts für das Album „Lord Of The Lost – Blood & Glitter“ (01/2023)

## Diskografie

### Alben
- 2009: My Inner Burning – My Inner Burning
- 2010: Frank Bode – Viele Hände
- 2011: My Inner Burning – Eleven Scars
- 2011: Flaming Row – Elinoire[3]
- 2011: Mina Harker – Bittersüß[4]
- 2013: Stahlmann – Adamant[5]
- 2014: Flaming Row – Mirage – A Portrayal Of Figures[6][7]
- 2014: Frank Bode – Mr. Pig Und Das Geheimnis Des Einhorns
- 2015: Stahlmann – Co2[8]
- 2015: Melanie Mau und Martin Schnella – Gray Matters[9]
- 2016: Erdling – Aus Den Tiefen[10]
- 2017: Erdling – Supernova[11]
- 2017: Melanie Mau und Martin Schnella – Gray Matters live in concert[12]
- 2017: Melanie Mau und Martin Schnella – The Oblivion Tales[13]
- 2018: Lord Of The Lost – Thornstar[14]
- 2018: Melanie Mau & Martin Schnella – Pieces To Remember[15]
- 2019: Lord Of The Lost – Till Death Us Do Part (Best Of)
- 2019: Ferris MC & Swiss – Phoenix Aus Der Klapse
- 2020: Joachim Witt – Rübezahl's Rückkehr
- 2020: Lord Of The Lost – Swan Songs III
- 2020: Ferris MC – Missglückte Asimetrie
- 2021: Lord Of The Lost – Judas
- 2021: Erdling – Helheim
- 2022: FerrisMC, Shocky & Swiss – Alle Hassen Ferris
- 2022: Lord Of The Lost – Blood & Glitter
- 2023: Lord Of The Lost – W.O.M.S. - Weapons Of Mass Seduction
- 2025: Lord Of The Lost – OPVS NOIR Vol. I

### Singles
- 2012: Stahlmann – Spring Nicht
- 2012: Stahlmann – Die Welt verbrennt
- 2013: Stahlmann – Süchtig
- 2013: Stahlmann – Schwarz
- 2015: Stahlmann – Plasma
- 2015: Erdling – Blitz Und Donner
- 2016: Erdling – Mein Element
- 2017: Erdling – Absolutus Rex

## Videos
- 2012: Stahlmann – Spring Nicht
- 2013: Stahlmann – Schwarz (mit Teufel von Tanzwut)
- 2015: Erdling – Blitz Und Donner
- 2016: Erdling – Mein Element (Lyric-Video)
- 2017: Erdling – Absolutus Rex
- 2018: Lord Of The Lost – Morgana
- 2018: Lord Of The Lost – Forevermore
- 2018: Lord Of The Lost – Black Halo
- 2019: Lord Of The Lost – Loreley
- 2019: Lord Of The Lost - Till Death Us Do Part
- 2019: Lord Of The Lost - Ruins
- 2019: Lord Of The Lost - Under The Sun
- 2020: Lord Of The Lost – A One Ton Heart
- 2020: Lord Of The Lost – A Splintered Mind
- 2020: Lord Of The Lost feat. Swiss und die Andern - Schwarz Tot Gold
- 2019: Lord Of The Lost - We Were Young
- 2021: Lord Of The Lost – Priest
- 2021: Lord Of The Lost – For They Know Not What They Do
- 2021: Lord Of The Lost – The Gospel Of Judas
- 2021: Lord Of The Lost - Born With A Broken Heart
- 2021: Lord Of The Lost – Viva Vendetta
- 2021: Lord Of The Lost – My Constellation
- 2022: Lord Of The Lost – The Heartbeat Of The Devil
- 2022: Lord Of The Lost – A World Where We Belong
- 2022: Lord Of The Lost – Blood & Glitter
- 2023: Lord Of The Lost – Leave Your Hate In The Comments
- 2023: Lord Of The Lost – Leaving The Planet Earth
- 2023: Lord Of The Lost – Absolute Attitude
- 2023: Lord Of The Lost – Forever Lost
- 2023: Lord Of The Lost – The Curtain Falls
- 2023: Lord Of The Lost – Reset The Preset
- 2023: Lord Of The Lost – Dead End
- 2023: Lord Of The Lost – No Respect For Disrespect
- 2023: Lord Of The Lost – Shock To The System (Billy Idol Cover)
- 2023: Lord Of The Lost feat. Blümchen – The Look (Roxette Cover)
- 2024: Lord Of The Lost feat. Marcus Bischoff (Heaven Shall Burn) – The Future Of A Past Life
- 2024: Lord Of The Lost & Feuerschanz - Lords Of Fyre
- 2025: Lord Of The Lost – My Sanctuary
- 2025: Lord Of The Lost – I Will Die In It
- 2025: Lord Of The Lost feat. Tina Guo – Ghosts
- 2025: Lord Of The Lost – Bazaar Bizarre